# Neutral Milk Hotel
Neutral Milk Hotel va ser una banda estatunidenca d'indie rock i folk psicodèlic formada a Ruston (Lousiana) pel líder i compositor del grup Jeff Mangum, que va tocar amb diversos músics durant la història de la banda. La formació oficial de Neutral Milk Hotel consta, a més de Mangum, de Jeremy Barnes (bateria), Scott Spillane (instruments de vent metall) i Julian Koster (baix/xerrac musical/banjo). Altres músics notables que van contribuir a l'obra del grup són Robert Schneider (productor/instrumentista) i Jeremy Thal, Laura Carter i Astra Taylor (músics de suport en directe).
Neutral Milk Hotel forma part de The Elephant 6 Recording Company, un col·lectiu estatunidenc per a músics independents fundat a Athens, Geòrgia.

## Història

### 1989-1993: Orígens
Jeff Mangum va formar The Olivia Tremor Control amb els seus amics de l'institut Will Cullen Hart i Bill Doss, i va aparèixer en el primer llançament del grup, el single California Demise.
Abans de gravar sota l'àlies Neutral Milk Hotel, Mangum va gravar com a mínim un casset sota el nom Milk: la cinta anomenada Pygmie Barn in E Minor (1989). Inclou les primeres gravacions reconegudes que Magnum va iniciar i executar tot sol. Se suposa que només existeixen una dotzena de còpies d'aquest casset, cap de les quals s'ha fet pública. A través dels fòrums d'Elephant 6 s'ha revelat l'existència d'altres gravacions d'aquella època, com el casset Beauty (1990).
Neutral Milk Hotel va començar com un dels molts projectes de gravació cassolana de Mangum. Va produir nombroses maquetes en casset, com ara Invent Yourself a Shortcake (1991), Beauty (1992, cal no confondre'l amb el casset anterior), i Hype City Soundtrack (1993), entre d'altres. Tot i que es poden trobar fàcilment a la xarxa, aquestes maquetes capturen el projecte en un estat molt embrionari: les cançons es troben envoltades per diversos collages sonors i experiments, un dels quals consisteix en una conversació de sis minuts entre Magnum i Hart. En una altra pista, «Digestion Machine», s'escolta un collage de veus que responen a la pregunta que una Mangum ("Què significa, per a tu, la màquina de la digestió?"). Una de les més accessibles, «Synthetic Flying Machine», també titulada «Up and Over», va esdevenir més tard «King of Carrot Flowers, Pt. 3» de In the Aeroplane Over the Sea.

### 1994-1995:Everything Is
Durant aquest període Magnum va estar vagabundejant pels Estats Units, dormint als llocs que li deixaven els amics i en un estat de perpètua desocupació. Va ser en aquestes circumstàncies que els primers llançaments formals del grup van prendre forma. De manera més precisa, però, cal dir que "el grup" normalment consistia en el mateix Mangum i qualsevol altra persona que hi fos present en aquell moment. Això és obvi al primer llançament de Neutral Milk Hotel, un 7" titulat Everything Is, que va ser enregistrat mentre Magnum s'estava a Seattle, Washington, i va ser publicat per Cher Doll Records el 1994. Aquest senzill tenia com a cara B la cançó «Snow Song, Pt.1». Va ser rellançat per Fire Records el 1995, amb un tema extra anomenat «Aunt Eggma Blowtorch» i per Orange Twin Records el 2001 afegint encara un tema més, «Tuesday Moon». L'any 2011 es va tornar a rellançar, aquest cop amb tres cançons més i 22 minuts en total (aquesta versió només es pot comprar en format físic, tot i que es troba a la xarxa). Així, es diferencien tres versions de Everything Is: el 7", l'EP i el 10", totes tres amb diferents portades.

### 1996-1997:On Avery Island

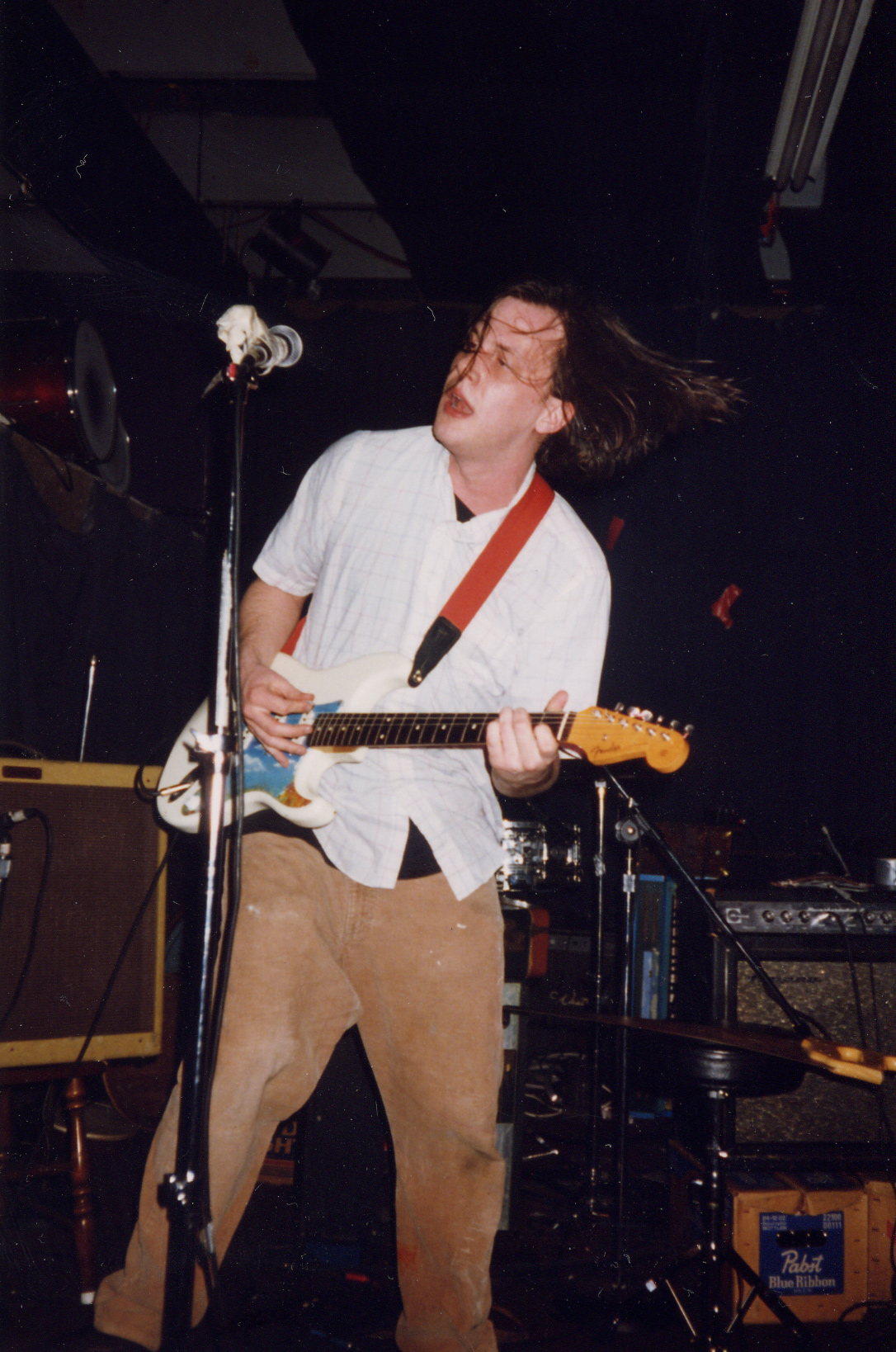
Jeff Mangum en un concert de Neutral Milk Hotel a Athens, 1997.

Al cap d'un temps va arribar On Avery Island, un disc de llarga durada, aquest cop enregistrat principalment a Denver, Colorado, on Mangum va estar acompanyat per Robert Schneider de The Apples in Stereo, Rick Benjamin de The Perry Weissman 3 i Lisa Janssen de Secret Square. Va ser publicat per Merge Records el 1996.
Després del llançament de On Avery Island, Neutral Milk Hotel es va convertir en un grup en tota regla, amb la incorporació de Julian Koster, Scott Spillane i Jeremy Barnes, i van anar a Nova York. Poc temps després es van traslladar a Athens, on molts dels amics de Mangum s'estaven instal·lant, i el col·lectiu Elephant 6 va començar a prendre forma. Posteriorment, el grup va tornar a Denver per gravar In the Aeroplane Over the Sea.

### 1998-2001:In the Aeroplane Over the Seai últim concert
El segon disc del grup, In the Aeroplane Over the Sea, grabat entre juliol i setembre de 1997 i publicat el 10 de febrer de 1998, és molt notable tant per la consideració de què gaudeix entre la crítica com per la seva popularitat. És un treball amb una motivació espiritual, basat conceptualment en la bellesa a través de l'horrible destí d'Anne Frank. Durant les seves actuacions en directe, incloent la que es va publicar sota el títol Live at Jittery Joe's, Mangum deia que algunes cançons d'aquest disc havien estat inspirades per un somni recurrent que tenia d'una família jueva durant la Segona Guerra Mundial. El disc va ser lloat pels crítics per la seva instrumentació altament inventiva i per les lletres provocatives i apassionades de Mangum. Tot i això, va rebre una escassa repercussió entre el públic en general quan va ser publicat, però des d'aleshores ha anat guanyant popularitat entre els cercles de música indie i ha arribat a vendre més de 390.000 còpies, segons la discogràfica Merge Records. Però el disc (i l'any de gira constant que el va seguir) va tenir un greu efecte en Mangum. L'activitat del grup es va interrompre i van cancel·lar totes les actuacions, incloent les de teloners de R.E.M..
El 4 de febrer de 2001, Mangum va realitzar l'últim concert de Neutral Milk Hotel en molts anys, a The King's Arms, Auckland, Nova Zelanda, per petició de Chris Knox. L'espectacle s'anomenava The World of Wild Beards Incorporated i va consistir en actuacions de Mangum, Laura Carter i Chris Knox. Mangum va tocar 13 cançons, la meitat de les quals van ser d'Aeroplane, i dues les versions «I Love How You Love Me» de Phil Spector i «Mother» de John Lennon. Va tocar amb Chris Knox les dues últimes. Existeix un enregistrament d'aquest concert, però no ha estat mai publicat oficialment.

### 2002-2009: Seguiment de culte
Durant la dècada dels 2000, In the Aeroplane Over the Sea va guanyar un seguiment de culte força important, en gran part gràcies a Internet, de manera que l'àlbum va guanyar popularitat, tenint força ventes (més de 393.000 avui dia) i rebent reevaluacions per part de la crítica, que va augmentar la puntuació que li havia donat prèviament fins a considerar-lo, en general, pràcticament perfecte, tot i que no tota la crítica el va rebre positivament. Durant aquests anys el líder del grup, Mangum, va romandre una mica aïllat, dedicant-se sobretot a la espiritualitat i a viatjar, i també va viure en un monestir durant un temps. Neutral Milk Hotel no va publicar res ni va sortir de gira.

### 2010-2012:Ferris Wheel on Fire

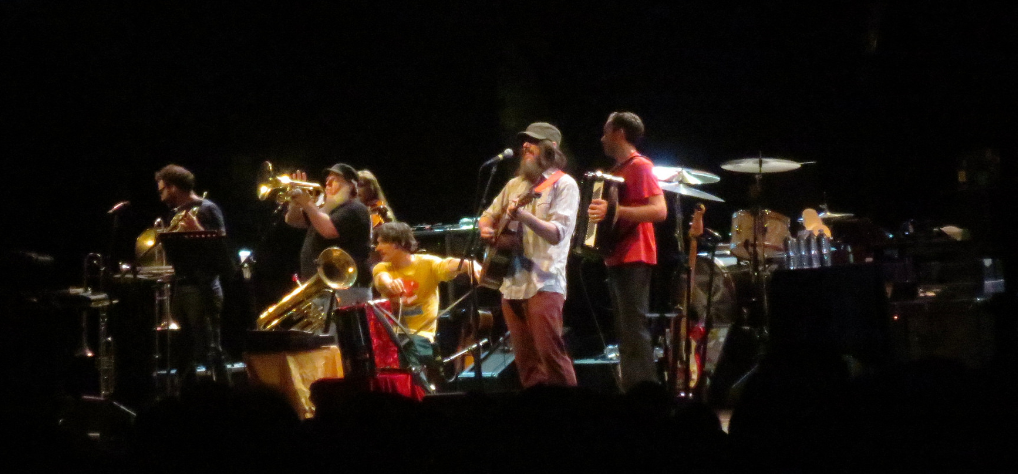
Neutral Milk Hotel en directe a Brooklyn el 2014.

L'any 2010, Jeff Mangum va realitzar diversos concerts en solitari, abans d'iniciar una gira que va tenir lloc el 2011 i 2012. Aquell mateix 2011, Neutral Milk Hotel, després de 10 anys d'absència, va publicar el lot recopilatori en format físic Walking Wall of Words, que contenia tota la seva discografia oficial i també gravacions fins llavors inèdites: l'EP de vuit cançons Ferris Wheel on Fire, el senzill «Little Birds», un senzill amb versions alternatives de «You've Passed» i «Where You'll Find Me Now» de On Avery Island i tres temes inclosos a Everything Is («Here We Are», «Ruby Bulbs» i «Unborn»). Tot aquest material anteriorment inèdit havia estat escrit entre 1992 i 1999, i gravat durant els anys 90 i 2000. Aquests fets van disparar rumors de que Neutral Milk Hotel s'anava a reunir de nou, i finalment així va ser.

### 2013-2015: Reunió
El 29 d'abril del 2013 el grup va anunciar que els quatre membres de la formació clàssica de Neutral Milk Hotel (Jeff Mangum, Julian Koster, Scott Spillane i Jeremy Barnes) realitzarien una gira. Aquesta reunió va durar fins al 2015, i durant aquests dos anys van realitzar molts concerts però no van publicar cap material nou. Al seu web, van declarar que no tornarien a sortir de gira en el "futur previsible".

## Membres
- Jeff Mangum: Guitarra, veu, teclats, baix, bateria (1989-1999, 2013-2015)
- Julian Koster: Baix, acordió, banjo, xerrac musical, teclats, orgue (1996-1999, 2013-2015)
- Scott Spillane: Trompeta, fliscorn, trombó, bombardí, guitarra, orgue (1996-1999, 2013-2015)
- Jeremy Barnes: Bateria, piano, orgue (1996-1999, 2013-2015)

## Discografia

### Àlbums d'estudi
- 1996: On Avery Island
- 1998: In the Aeroplane Over the Sea

### EPs
- 1994: Everything Is
- 2011: Ferris Wheel on Fire

### Senzills
- 1998: Holland, 1945
- 2011: You've Passed / Where You'll Find Me Now
- 2011: Little Birds

### Demos
- 1989: Pygmie Barn in E Minor (sota el nom Milk)

- 1990: Beauty (sota el nom Milk)
- 1991: Invent Yourself a Shortcake
- 1992: Beauty
- 1993: Hype City Soundtrack
- 1993: Unreleased Demo #1
- 1994: Shannon's Monroe House Demo
- 1994: Unreleased Demo #2